# Bonneval-sur-Arc
Bonneval-sur-Arc is een gemeente in het Franse departement Savoie (regio Auvergne-Rhône-Alpes). De plaats maakt deel uit van het arrondissement Saint-Jean-de-Maurienne. Bonneval-sur-Arc is lid van Les Plus Beaux Villages de France. In de winter is het wintersportgebied rondom het dorpje uitgerust met 10 skiliften en een 25-tal pistes. De gemeente telde 270 inwoners op 1 januari 2022.

## Geografie
De oppervlakte van Bonneval-sur-Arc bedroeg op 1 januari 2022 82,72 vierkante kilometer; de bevolkingsdichtheid was toen 3,3 inwoners per km².

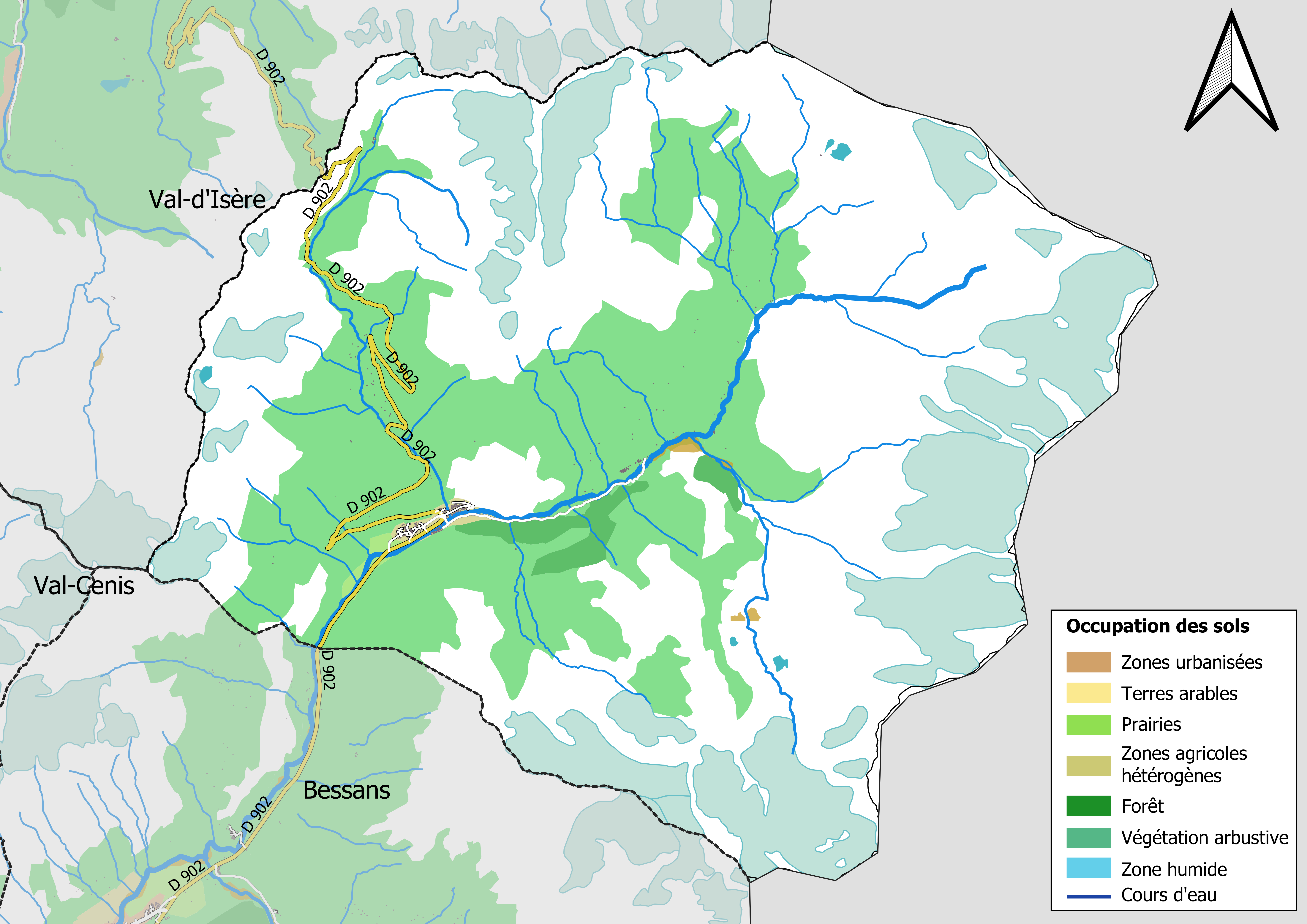
Kaart van de gemeente met de belangrijkste infrastructuur, bodemgebruik en omliggende gemeenten

## Demografie
Onderstaande figuur toont het verloop van het inwonertal (bron: INSEE-tellingen).

## Afbeeldingen

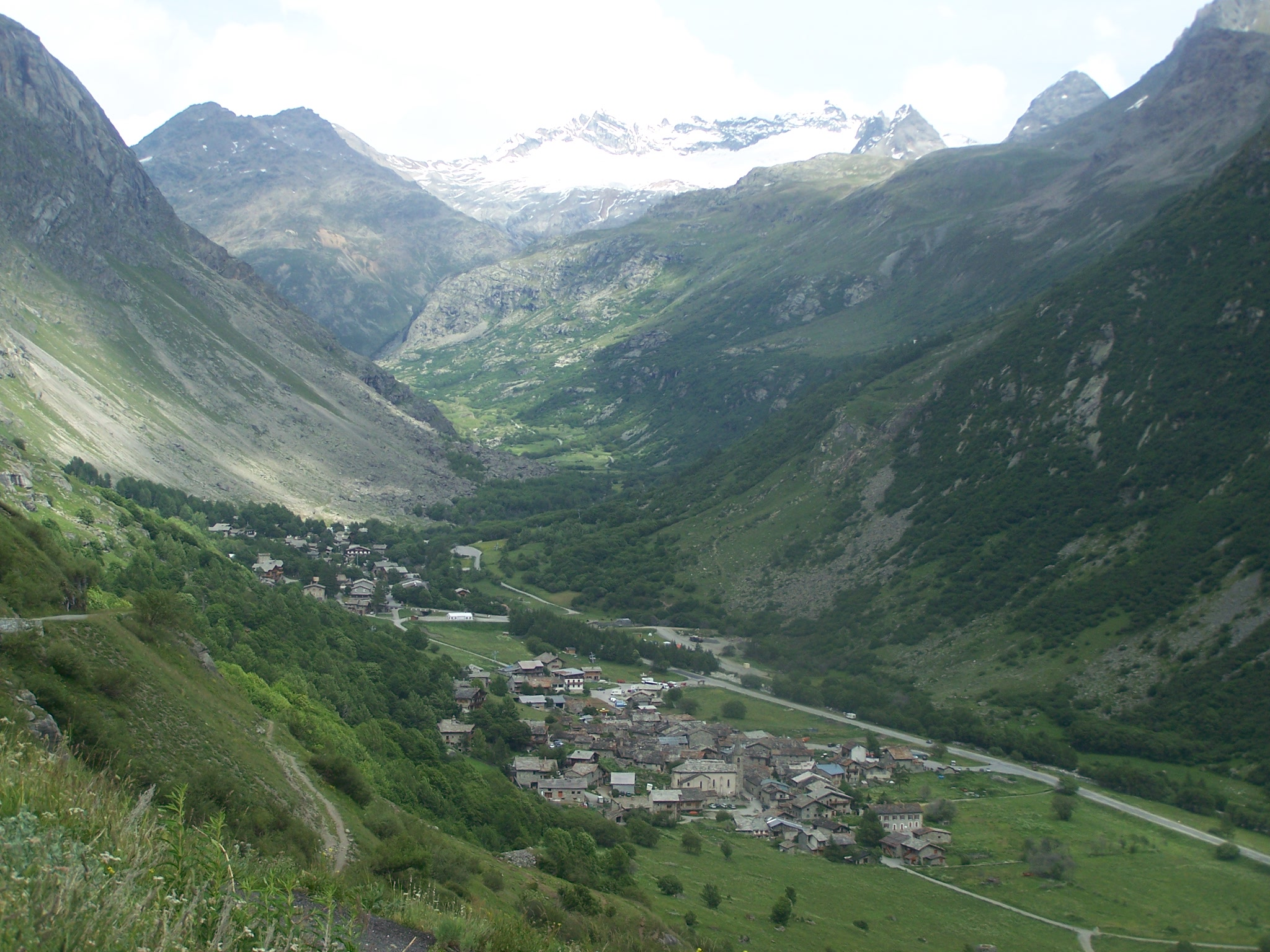
Gezicht op Bonneval-sur-Arc
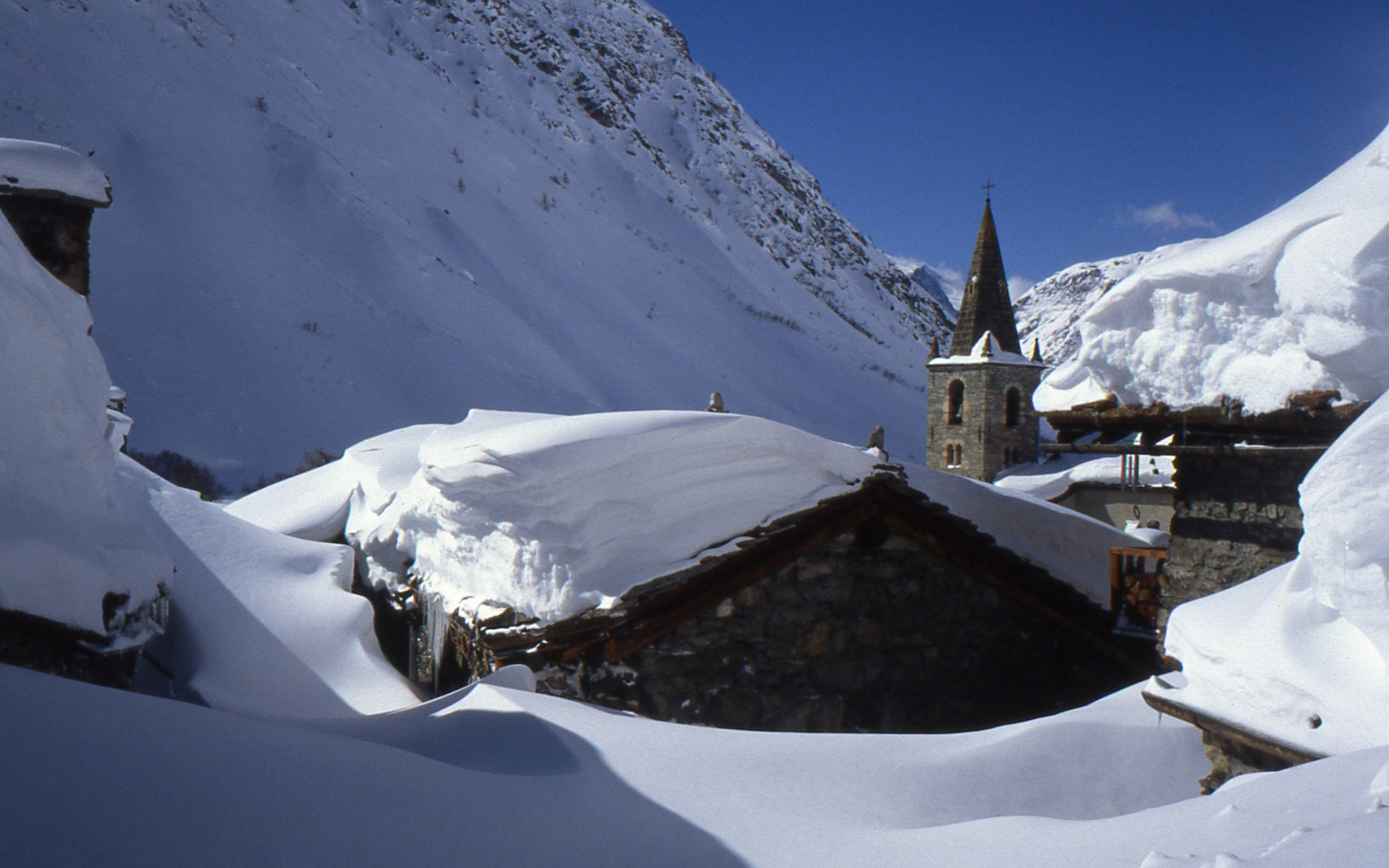
Église Notre-Dame-de-l'Assomption
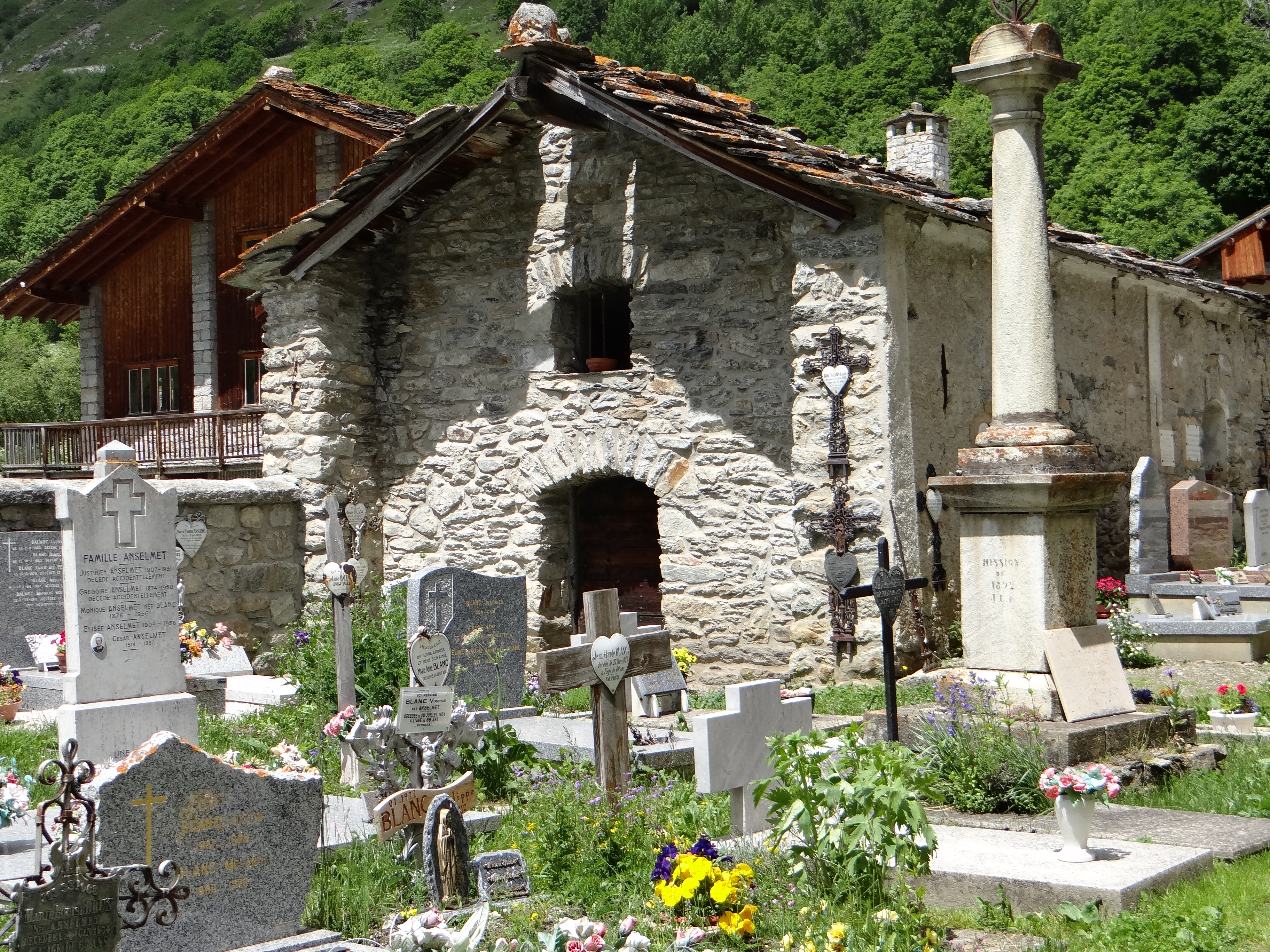
Chapelle Saint-Antoine
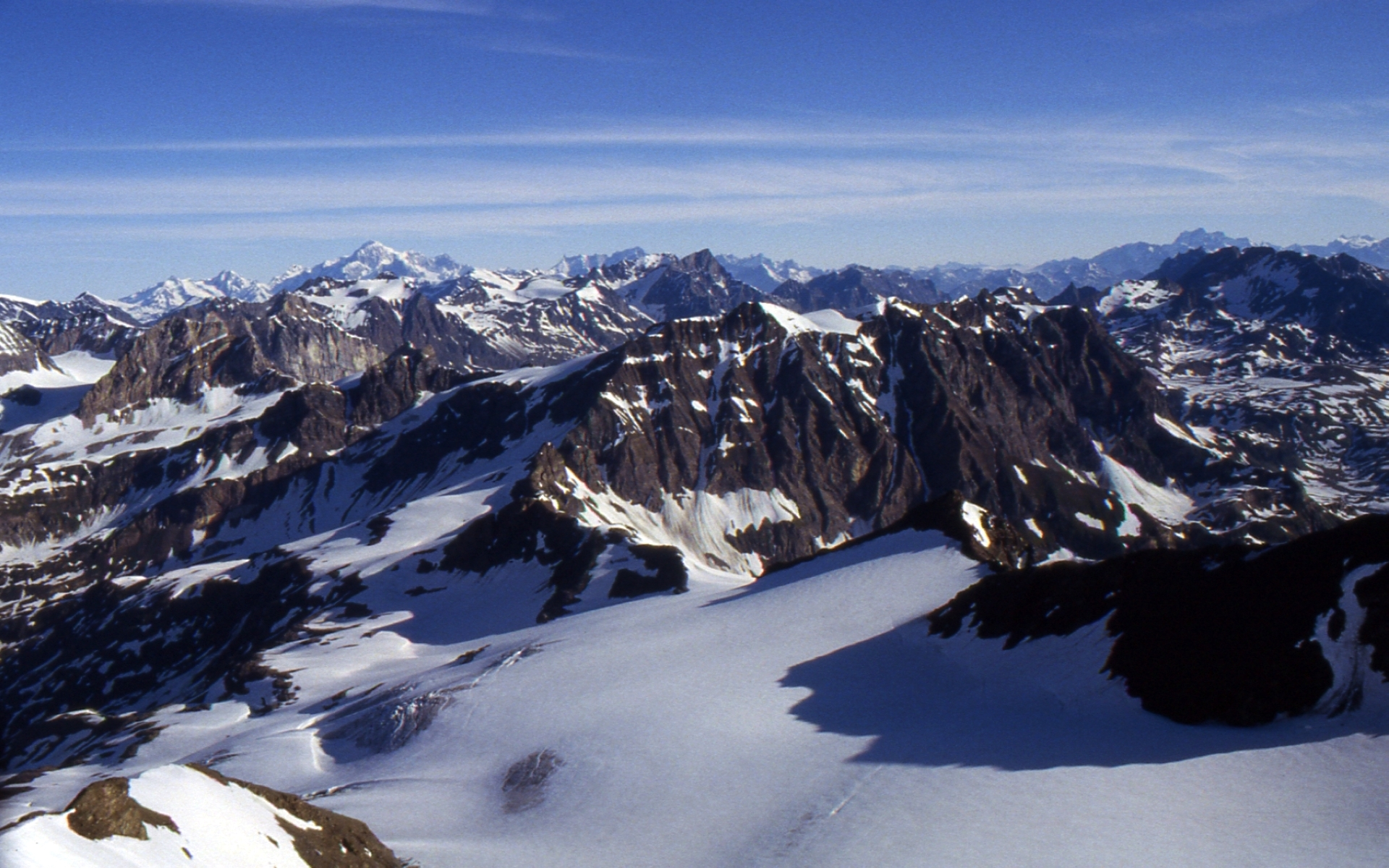
Landschap bij Bonneval-sur-Arc